# 愛のノクターン
「愛のノクターン」（あいのノクターン）は、1969年8月25日に日本グラモフォンから発売されたザ・キング・トーンズの4枚目のシングル。

## 概要
- キャッチコピー「ザ・キング・トーンズの愛の絶叫！」がジャケットに印刷された特別宣伝盤（SDI-1020）が、ザ・ブルーベル・シンガーズ「昭和ブルース」とのカップリング盤として、レコード店向けに別途制作されている。
- 1980年に発売されたアルバム『涙のチャペル／ザ・ベスト・オブ・ザ・キングトーンズ』で、新録音バージョンが発表されている。
- 同曲をタイトルに冠した2枚目のアルバムが、同年10月に発売された。
- B面収録曲「遥かなるオールマン・リヴァー」は、1987年に発売されたアルバム『GOOD NIGHT BABY 1987』に新録音バージョンが収録されている。

## 収録曲
1. 愛のノクターン（Lover's Nocturne）
作詞・作曲・編曲：加生スミオ
2. 遥かなるオールマン・リヴァー （Long Way To The Ol'man River）
作詞：いなだ・さより　作曲：はなぶさ・はじめ　編曲：早川博二